# مانويل كاندامو
مانويل كاندامو (بالإسبانية: Manuel Candamo) (و. 1841 – 1904 م) هو سياسي من بيرو ولد في ليما.
تولى منصب رئيس بيرو .

## التعليم
تعلم في جامعة سان ماركوس الوطنية.